# تقييم التعرض
تقييم التعرض (بالإنجليزية: Exposure assessment)‏، هو فرع من علوم البيئة ومهنيّة النظافة التي ترتكز على العمليات التي تحدث بين البيئة التي تحتوي على الملوثات والكائنات الممارسة. ويتمثل ذلك بالتقييم الكمي لمقدار إمكانية التعرض للخطر بالنسبة للفرد أو للجماعة.